# Cnemaspis flavolineata
Espèce
Synonymes
- Gonatodes flavolineatus Nicholls, 1949

Statut de conservation UICN

 DD  : Données insuffisantes
Cnemaspis flavolineata est une espèce de geckos de la famille des Gekkonidae.

## Répartition
Cette espèce est endémique de Malaisie. Elle se rencontre au Pahang et au Selangor dans les Cameron Highlands sur le Fraser's Hill et le Gunung Benom.

## Publication originale
- Nicholls, 1949 : A new gekkonid from the Malay Peninsula. The Bulletin of the Raffles Museum, vol. 19, p. 47-49 (texte intégral).